# Onthophagus praefossus
Onthophagus praefossus là một loài bọ cánh cứng trong họ Bọ hung (Scarabaeidae).